# Зоран Андрић
Зоран Андрић је српски помоћник режије.
Уз Драгана Кресоју, Слободана Лемана Голубовића, Здравка Рандића, Милана Булатовића учествовао је у реализацији неких од најзначајних дела југословенске и српске кинематографије.
Сарађивао је са редитељима од Влатка Гилића, Миомира Стаменковића, Горана Паскаљевића, Живојина Павловића, Бранка Бауера, Слободана Шијана, па до Емира Кустурице, Предрага Антонијевића и других.

## Филмографија
| Година | Филм                                | Напомена                                  |
| ------ | ----------------------------------- | ----------------------------------------- |
| 1974.  | The Girl from Petrovka              | Леонид, улога                             |
| 1975.  | Кичма                               | други заменик редитеља                    |
| 1976.  | Девојачки мост                      | заменик редитеља                          |
| 1976.  | Чувар плаже у зимском периоду       | заменик редитеља (као З. Андрић)          |
| 1977.  | Лептиров облак                      | заменик редитеља                          |
| 1977.  | Хајка                               | први заменик редитеља                     |
| 1977.  | Пас који је волео возове            | заменик редитеља                          |
| 1978.  | Бошко Буха                          | други заменик редитеља                    |
| 1979.  | Земаљски дани теку                  | први заменик редитеља                     |
| 1980.  | Посебан третман                     | заменик редитеља                          |
| 1981.  | Нека друга жена                     | први заменик редитеља                     |
| 1981.  | Ерогена зона                        | заменик редитеља                          |
| 1982.  | Маратонци трче почасни круг         | заменик редитеља                          |
| 1982.  | Сутон                               | заменик редитеља                          |
| 1984.  | Варљиво лето ’68                    | први заменик редитеља                     |
| 1984.  | Опасни траг                         | први заменик редитеља                     |
| 1984.  | О покојнику све најлепше            | први заменик редитеља                     |
| 1985.  | Како се калио народ Горњег Јауковца | заменик редитеља                          |
| 1985.  | Двоструки удар                      | први заменик редитеља                     |
| 1988.  | Forbidden Sun                       | заменик редитеља                          |
| 1989.  | Време чуда                          | први заменик редитеља                     |
| 1990.  | Последњи валцер у Сарајеву          | први заменик редитеља                     |
| 1991.  | Мала                                | први заменик редитеља                     |
| 1992.  | Булевар револуције                  | први заменик редитеља                     |
| 1992.  | Јевреји долазе                      | први заменик редитеља                     |
| 1995.  | Подземље                            | заменик редитеља                          |
| 1995.  | Била једном једна земља             | заменик редитеља                          |
| 1996.  | Лепа села лепо горе                 | први заменик редитеља                     |
| 1997.  | Спаситељ                            | први заменик редитеља                     |
| 1998.  | Црна мачка, бели мачор              | први заменик редитеља                     |
| 1998.  | Буре барута                         | први заменик редитеља, косценариста       |
| 1999.  | Бело одело                          | први заменик редитеља                     |
| 2001.  | Прах                                | први заменик редитеља                     |
| 2001.  | Како је Хари постао дрво            | први заменик редитеља                     |
| 2004.  | Живот је чудо                       | први заменик редитеља                     |
| 2004.  | Сан зимске ноћи                     | први заменик редитеља                     |
| 2004.  | All the Invisible Children          | први заменик редитеља, сегмент Blue Gypsy |
| 2006.  | Караула                             | први заменик редитеља                     |
| 2007.  | Завет                               | први заменик редитеља                     |
| 2009.  | Human Zoo                           | први заменик редитеља                     |
| 2009.  | Медени месец                        | први заменик редитеља                     |
| 2011.  | Кориолан                            | први заменик редитеља                     |
| 2012.  | Гавран                              | први заменик редитеља                     |
| 2012.  | Кад сване дан                       | први заменик редитеља                     |
| 2016.  | Земља Богова                        | продукцијски менаџер                      |
| 2017.  | Жаба                                | први заменик редитеља                     |
| 2018.  | Година мајмуна                      | први заменик редитеља                     |
| 2018.  | Заспанка за војнике                 | први заменик редитеља                     |
| 2019.  | Државни службеник                   | први заменик редитеља                     |
| 2020.  | Дара из Јасеновца                   | први заменик редитеља                     |
| 2022.  | Вера (филм)                         | асистент режије у припремама              |
| 2023.  | Вера (ТВ серија из 2023)            | асистент режије у припремама              |